# Romandiet runt 2024
Romandiet runt 2024 var den 77:e upplagan av det schweiziska etapploppet Romandiet runt. Cykelloppets prolog och fem etapper kördes mellan den 23 och 28 april 2024 med start i Payerne och målgång i Vernier. Loppet var en del av UCI World Tour 2024 och vanns av spanske Carlos Rodríguez från cykelstallet Ineos Grenadiers.

## Deltagande lag
| WorldTeams (18)- Alpecin-Deceuninck - Arkéa-B&B Hotels - Astana Qazaqstan Team - Bahrain Victorious - Bora-Hansgrohe - Cofidis - Decathlon-AG2R La Mondiale - EF Education-EasyPost - Groupama-FDJ - Ineos Grenadiers - Intermarché-Wanty - Lidl-Trek - Movistar Team - Soudal Quick-Step - Team dsm-firmenich PostNL - Team Jayco AlUla - Team Visma \| Lease a Bike - UAE Team Emirates ProTeams (4)- Q36.5 Pro Cycling Team - Corratec-Vini Fantini - Tudor Pro Cycling Team - Lotto Dstny Landslag- Schweiz |
| |

## Etapper
| Etapp  | Datum  | Start – mål               | type       | Distans (km) | Höjdskillnad (m) | Etappvinnare    | Totalledare      |
| ------ | ------ | ------------------------- | ---------- | ------------ | ---------------- | --------------- | ---------------- |
| Prolog | 23 apr | Payerne – Payerne         | Prolog     | 2,28         | 3 m              | Maikel Zijlaard | Maikel Zijlaard  |
| 1      | 24 apr | Château-d’Oex – Fribourg  |            | 165,7        | 2 631 m          | Dorian Godon    | Dorian Godon     |
| 2      | 25 apr | Fribourg – Les Marécottes | Bergsetapp | 171          | 2 716 m          | Thibau Nys      | Thibau Nys       |
| 3      | 26 apr | Oron – Oron               | Tempoetapp | 15,5         | 282 m            | Brandon McNulty | Juan Ayuso       |
| 4      | 27 apr | Saillon – Leysin          | Bergsetapp | 151,7        | 3 518 m          | Richard Carapaz | Carlos Rodríguez |
| 5      | 28 apr | Vernier – Vernier         |            | 150,8        | 1 607 m          | Dorian Godon    | Carlos Rodríguez |

### Prolog
| Payerne - Payerne | Prolog | (2,28 km) |

| \| Placeringar i etappen \| Placeringar i etappen \| Placeringar i etappen \| Placeringar i etappen \| Placeringar i etappen \| \| Cyklist \| Cyklist \| Lag \| Tid \| \| \| --------------------- \| --------------------- \| -------------------------- \| --------------------- \| --------------------- \| \| 1. \| Maikel Zijlaard \| Tudor Pro Cycling Team \| 2' 55" \| \| \| 2. \| Cameron Scott \| Bahrain Victorious \| + 1" \| \| \| 3. \| Julian Alaphilippe \| Soudal Quick-Step \| + 2" \| \| \| 4. \| Dorian Godon \| Decathlon-AG2R La Mondiale \| + 3" \| \| \| 5. \| Ivo Oliveira \| UAE Team Emirates \| + 3" \| \| \| 6. \| Tim van Dijke \| Team Visma \\| Lease a Bike \| + 3" \| \| \| 7. \| Gianni Vermeersch \| Alpecin-Deceuninck \| + 3" \| \| \| 8. \| Nikias Arndt \| Bahrain Victorious \| + 3" \| \| \| 9. \| Alex Aranburu \| Movistar Team \| + 3" \| \| \| 10. \| Antoine Aebi \| Schweiz \| + 4" \| \| |                    |                            |        |
| |                    |                            |        |
| Källa: ProCyclingStats |                    |                            |        |
| Placeringar i etappen |                    |                            |        |
| Cyklist | Cyklist            | Lag                        | Tid    |
| 1. | Maikel Zijlaard    | Tudor Pro Cycling Team     | 2' 55" |
| 2. | Cameron Scott      | Bahrain Victorious         | + 1"   |
| 3. | Julian Alaphilippe | Soudal Quick-Step          | + 2"   |
| 4. | Dorian Godon       | Decathlon-AG2R La Mondiale | + 3"   |
| 5. | Ivo Oliveira       | UAE Team Emirates          | + 3"   |
| 6. | Tim van Dijke      | Team Visma \| Lease a Bike | + 3"   |
| 7. | Gianni Vermeersch  | Alpecin-Deceuninck         | + 3"   |
| 8. | Nikias Arndt       | Bahrain Victorious         | + 3"   |
| 9. | Alex Aranburu      | Movistar Team              | + 3"   |
| 10. | Antoine Aebi       | Schweiz                    | + 4"   |

| \| Totaltävlingen \| Totaltävlingen \| Totaltävlingen \| Totaltävlingen \| Totaltävlingen \| \| Cyklist \| Cyklist \| Lag \| Tid \| \| \| -------------- \| ------------------ \| -------------------------- \| -------------- \| -------------- \| \| 1. \| Maikel Zijlaard \| Tudor Pro Cycling Team \| 2' 55" \| \| \| 2. \| Cameron Scott \| Bahrain Victorious \| + 1" \| \| \| 3. \| Julian Alaphilippe \| Soudal Quick-Step \| + 2" \| \| \| 4. \| Dorian Godon \| Decathlon-AG2R La Mondiale \| + 3" \| \| \| 5. \| Ivo Oliveira \| UAE Team Emirates \| + 3" \| \| \| 6. \| Tim van Dijke \| Team Visma \\| Lease a Bike \| + 3" \| \| \| 7. \| Gianni Vermeersch \| Alpecin-Deceuninck \| + 3" \| \| \| 8. \| Nikias Arndt \| Bahrain Victorious \| + 4" \| \| \| 9. \| Alex Aranburu \| Movistar Team \| + 4" \| \| \| 10. \| Antoine Aebi \| Schweiz \| + 4" \| \| |                    |                            |        |
| |                    |                            |        |
| Källa: ProCyclingStats |                    |                            |        |
| Totaltävlingen |                    |                            |        |
| Cyklist | Cyklist            | Lag                        | Tid    |
| 1. | Maikel Zijlaard    | Tudor Pro Cycling Team     | 2' 55" |
| 2. | Cameron Scott      | Bahrain Victorious         | + 1"   |
| 3. | Julian Alaphilippe | Soudal Quick-Step          | + 2"   |
| 4. | Dorian Godon       | Decathlon-AG2R La Mondiale | + 3"   |
| 5. | Ivo Oliveira       | UAE Team Emirates          | + 3"   |
| 6. | Tim van Dijke      | Team Visma \| Lease a Bike | + 3"   |
| 7. | Gianni Vermeersch  | Alpecin-Deceuninck         | + 3"   |
| 8. | Nikias Arndt       | Bahrain Victorious         | + 4"   |
| 9. | Alex Aranburu      | Movistar Team              | + 4"   |
| 10. | Antoine Aebi       | Schweiz                    | + 4"   |

### 1:a etappen
| Château-d’Oex - Fribourg |  | (165,7 km) |

| \| Placeringar i etappen \| Placeringar i etappen \| Placeringar i etappen \| Placeringar i etappen \| Placeringar i etappen \| \| Cyklist \| Cyklist \| Lag \| Tid \| \| \| --------------------- \| --------------------- \| -------------------------- \| --------------------- \| --------------------- \| \| 1. \| Dorian Godon \| Decathlon-AG2R La Mondiale \| 3t 49' 58" \| \| \| 2. \| Andrea Vendrame \| Decathlon-AG2R La Mondiale \| + 0" \| \| \| 3. \| Gianni Vermeersch \| Alpecin-Deceuninck \| + 0" \| \| \| 4. \| Milan Menten \| Lotto Dstny \| + 0" \| \| \| 5. \| Kasper Asgreen \| Soudal Quick-Step \| + 0" \| \| \| 6. \| Matevž Govekar \| Bahrain Victorious \| + 0" \| \| \| 7. \| Alex Aranburu \| Movistar Team \| + 0" \| \| \| 8. \| Clément Venturini \| Arkéa-B&B Hotels \| + 0" \| \| \| 9. \| Thibaud Gruel \| Groupama-FDJ \| + 0" \| \| \| 10. \| Kobe Goossens \| Intermarché-Wanty \| + 0" \| \| |                   |                            |            |
| |                   |                            |            |
| Källa: ProCyclingStats |                   |                            |            |
| Placeringar i etappen |                   |                            |            |
| Cyklist | Cyklist           | Lag                        | Tid        |
| 1. | Dorian Godon      | Decathlon-AG2R La Mondiale | 3t 49' 58" |
| 2. | Andrea Vendrame   | Decathlon-AG2R La Mondiale | + 0"       |
| 3. | Gianni Vermeersch | Alpecin-Deceuninck         | + 0"       |
| 4. | Milan Menten      | Lotto Dstny                | + 0"       |
| 5. | Kasper Asgreen    | Soudal Quick-Step          | + 0"       |
| 6. | Matevž Govekar    | Bahrain Victorious         | + 0"       |
| 7. | Alex Aranburu     | Movistar Team              | + 0"       |
| 8. | Clément Venturini | Arkéa-B&B Hotels           | + 0"       |
| 9. | Thibaud Gruel     | Groupama-FDJ               | + 0"       |
| 10. | Kobe Goossens     | Intermarché-Wanty          | + 0"       |

| \| Totaltävlingen \| Totaltävlingen \| Totaltävlingen \| Totaltävlingen \| Totaltävlingen \| \| Cyklist \| Cyklist \| Lag \| Tid \| \| \| -------------- \| ------------------ \| ----------------------------- \| -------------- \| -------------- \| \| 1. \| Dorian Godon \| Decathlon-AG2R La Mondiale \| 3t 52' 46" \| \| \| 2. \| Gianni Vermeersch \| Alpecin-Deceuninck \| + 6" \| \| \| 3. \| Julian Alaphilippe \| Soudal Quick-Step \| + 9" \| \| \| 4. \| Tim van Dijke \| Team Visma \\| Lease a Bike \| + 10" \| \| \| 5. \| Alex Aranburu \| Movistar Team \| + 11" \| \| \| 6. \| Antoine Aebi \| Elite Fondations Cycling Team \| + 11" \| \| \| 7. \| Jan Christen \| UAE Team Emirates \| + 11" \| \| \| 8. \| Ilan Van Wilder \| Soudal Quick-Step \| + 11" \| \| \| 9. \| Andrea Vendrame \| Decathlon-AG2R La Mondiale \| + 12" \| \| \| 10. \| Matevž Govekar \| Bahrain Victorious \| + 12" \| \| |                    |                               |            |
| |                    |                               |            |
| Källa: ProCyclingStats |                    |                               |            |
| Totaltävlingen |                    |                               |            |
| Cyklist | Cyklist            | Lag                           | Tid        |
| 1. | Dorian Godon       | Decathlon-AG2R La Mondiale    | 3t 52' 46" |
| 2. | Gianni Vermeersch  | Alpecin-Deceuninck            | + 6"       |
| 3. | Julian Alaphilippe | Soudal Quick-Step             | + 9"       |
| 4. | Tim van Dijke      | Team Visma \| Lease a Bike    | + 10"      |
| 5. | Alex Aranburu      | Movistar Team                 | + 11"      |
| 6. | Antoine Aebi       | Elite Fondations Cycling Team | + 11"      |
| 7. | Jan Christen       | UAE Team Emirates             | + 11"      |
| 8. | Ilan Van Wilder    | Soudal Quick-Step             | + 11"      |
| 9. | Andrea Vendrame    | Decathlon-AG2R La Mondiale    | + 12"      |
| 10. | Matevž Govekar     | Bahrain Victorious            | + 12"      |

### 2:a etappen
| Fribourg - Les Marécottes | Bergsetapp | (171 km) |

| \| Placeringar i etappen \| Placeringar i etappen \| Placeringar i etappen \| Placeringar i etappen \| Placeringar i etappen \| \| Cyklist \| Cyklist \| Lag \| Tid \| \| \| --------------------- \| --------------------- \| -------------------------- \| --------------------- \| --------------------- \| \| 1. \| Thibau Nys \| Lidl-Trek \| 4t 02' 44" \| \| \| 2. \| Andrea Vendrame \| Decathlon-AG2R La Mondiale \| + 0" \| \| \| 3. \| Luke Plapp \| Team Jayco AlUla \| + 4" \| \| \| 4. \| Florian Lipowitz \| Bora-Hansgrohe \| + 14" \| \| \| 5. \| Juan Ayuso \| UAE Team Emirates \| + 16" \| \| \| 6. \| Aleksandr Vlasov \| Bora-Hansgrohe \| + 16" \| \| \| 7. \| Adam Yates \| UAE Team Emirates \| + 16" \| \| \| 8. \| Guillaume Martin \| Cofidis \| + 16" \| \| \| 9. \| Ilan Van Wilder \| Soudal Quick-Step \| + 16" \| \| \| 10. \| Lenny Martinez \| Groupama-FDJ \| + 16" \| \| |                  |                            |            |
| |                  |                            |            |
| Källa: ProCyclingStats |                  |                            |            |
| Placeringar i etappen |                  |                            |            |
| Cyklist | Cyklist          | Lag                        | Tid        |
| 1. | Thibau Nys       | Lidl-Trek                  | 4t 02' 44" |
| 2. | Andrea Vendrame  | Decathlon-AG2R La Mondiale | + 0"       |
| 3. | Luke Plapp       | Team Jayco AlUla           | + 4"       |
| 4. | Florian Lipowitz | Bora-Hansgrohe             | + 14"      |
| 5. | Juan Ayuso       | UAE Team Emirates          | + 16"      |
| 6. | Aleksandr Vlasov | Bora-Hansgrohe             | + 16"      |
| 7. | Adam Yates       | UAE Team Emirates          | + 16"      |
| 8. | Guillaume Martin | Cofidis                    | + 16"      |
| 9. | Ilan Van Wilder  | Soudal Quick-Step          | + 16"      |
| 10. | Lenny Martinez   | Groupama-FDJ               | + 16"      |

| \| Totaltävlingen \| Totaltävlingen \| Totaltävlingen \| Totaltävlingen \| Totaltävlingen \| \| Cyklist \| Cyklist \| Lag \| Tid \| \| \| -------------- \| ---------------- \| -------------------------- \| -------------- \| -------------- \| \| 1. \| Thibau Nys \| Lidl-Trek \| 7t 55' 32" \| \| \| 2. \| Andrea Vendrame \| Decathlon-AG2R La Mondiale \| + 4" \| \| \| 3. \| Luke Plapp \| Team Jayco AlUla \| + 22" \| \| \| 4. \| Ilan Van Wilder \| Soudal Quick-Step \| + 25" \| \| \| 5. \| Enric Mas \| Movistar Team \| + 26" \| \| \| 6. \| Lenny Martinez \| Groupama-FDJ \| + 27" \| \| \| 7. \| Juan Ayuso \| UAE Team Emirates \| + 27" \| \| \| 8. \| Aleksandr Vlasov \| Bora-Hansgrohe \| + 28" \| \| \| 9. \| Yannis Voisard \| Tudor Pro Cycling Team \| + 29" \| \| \| 10. \| Adam Yates \| UAE Team Emirates \| + 29" \| \| |                  |                            |            |
| |                  |                            |            |
| Källa: ProCyclingStats |                  |                            |            |
| Totaltävlingen |                  |                            |            |
| Cyklist | Cyklist          | Lag                        | Tid        |
| 1. | Thibau Nys       | Lidl-Trek                  | 7t 55' 32" |
| 2. | Andrea Vendrame  | Decathlon-AG2R La Mondiale | + 4"       |
| 3. | Luke Plapp       | Team Jayco AlUla           | + 22"      |
| 4. | Ilan Van Wilder  | Soudal Quick-Step          | + 25"      |
| 5. | Enric Mas        | Movistar Team              | + 26"      |
| 6. | Lenny Martinez   | Groupama-FDJ               | + 27"      |
| 7. | Juan Ayuso       | UAE Team Emirates          | + 27"      |
| 8. | Aleksandr Vlasov | Bora-Hansgrohe             | + 28"      |
| 9. | Yannis Voisard   | Tudor Pro Cycling Team     | + 29"      |
| 10. | Adam Yates       | UAE Team Emirates          | + 29"      |

### 3:e etappen
| Oron - Oron | Tempoetapp | (15,5 km) |

| \| Placeringar i etappen \| Placeringar i etappen \| Placeringar i etappen \| Placeringar i etappen \| Placeringar i etappen \| \| Cyklist \| Cyklist \| Lag \| Tid \| \| \| --------------------- \| --------------------- \| -------------------------- \| --------------------- \| --------------------- \| \| 1. \| Brandon McNulty \| UAE Team Emirates \| 20' 06" \| \| \| 2. \| Magnus Sheffield \| Ineos Grenadiers \| + 12" \| \| \| 3. \| Felix Großschartner \| UAE Team Emirates \| + 14" \| \| \| 4. \| Juan Ayuso \| UAE Team Emirates \| + 20" \| \| \| 5. \| Bruno Armirail \| Decathlon-AG2R La Mondiale \| + 22" \| \| \| 6. \| Johan Price-Pejtersen \| Bahrain Victorious \| + 24" \| \| \| 7. \| Carlos Rodríguez \| Ineos Grenadiers \| + 27" \| \| \| 8. \| Aleksandr Vlasov \| Bora-Hansgrohe \| + 29" \| \| \| 9. \| Ilan Van Wilder \| Soudal Quick-Step \| + 30" \| \| \| 10. \| Benjamin Thomas \| Cofidis \| + 31" \| \| |                       |                            |         |
| |                       |                            |         |
| Källa: ProCyclingStats |                       |                            |         |
| Placeringar i etappen |                       |                            |         |
| Cyklist | Cyklist               | Lag                        | Tid     |
| 1. | Brandon McNulty       | UAE Team Emirates          | 20' 06" |
| 2. | Magnus Sheffield      | Ineos Grenadiers           | + 12"   |
| 3. | Felix Großschartner   | UAE Team Emirates          | + 14"   |
| 4. | Juan Ayuso            | UAE Team Emirates          | + 20"   |
| 5. | Bruno Armirail        | Decathlon-AG2R La Mondiale | + 22"   |
| 6. | Johan Price-Pejtersen | Bahrain Victorious         | + 24"   |
| 7. | Carlos Rodríguez      | Ineos Grenadiers           | + 27"   |
| 8. | Aleksandr Vlasov      | Bora-Hansgrohe             | + 29"   |
| 9. | Ilan Van Wilder       | Soudal Quick-Step          | + 30"   |
| 10. | Benjamin Thomas       | Cofidis                    | + 31"   |

| \| Totaltävlingen \| Totaltävlingen \| Totaltävlingen \| Totaltävlingen \| Totaltävlingen \| \| Cyklist \| Cyklist \| Lag \| Tid \| \| \| -------------- \| ---------------- \| -------------------------- \| -------------- \| -------------- \| \| 1. \| Juan Ayuso \| UAE Team Emirates \| 8t 16' 26" \| \| \| 2. \| Ilan Van Wilder \| Soudal Quick-Step \| + 7" \| \| \| 3. \| Aleksandr Vlasov \| Bora-Hansgrohe \| + 10" \| \| \| 4. \| Carlos Rodríguez \| Ineos Grenadiers \| + 11" \| \| \| 5. \| Lenny Martinez \| Groupama-FDJ \| + 23" \| \| \| 6. \| Florian Lipowitz \| Bora-Hansgrohe \| + 32" \| \| \| 7. \| Luke Plapp \| Team Jayco AlUla \| + 33" \| \| \| 8. \| Bruno Armirail \| Decathlon-AG2R La Mondiale \| + 36" \| \| \| 9. \| Yannis Voisard \| Tudor Pro Cycling Team \| + 36" \| \| \| 10. \| Damiano Caruso \| Bahrain Victorious \| + 36" \| \| |                  |                            |            |
| |                  |                            |            |
| Källa: ProCyclingStats |                  |                            |            |
| Totaltävlingen |                  |                            |            |
| Cyklist | Cyklist          | Lag                        | Tid        |
| 1. | Juan Ayuso       | UAE Team Emirates          | 8t 16' 26" |
| 2. | Ilan Van Wilder  | Soudal Quick-Step          | + 7"       |
| 3. | Aleksandr Vlasov | Bora-Hansgrohe             | + 10"      |
| 4. | Carlos Rodríguez | Ineos Grenadiers           | + 11"      |
| 5. | Lenny Martinez   | Groupama-FDJ               | + 23"      |
| 6. | Florian Lipowitz | Bora-Hansgrohe             | + 32"      |
| 7. | Luke Plapp       | Team Jayco AlUla           | + 33"      |
| 8. | Bruno Armirail   | Decathlon-AG2R La Mondiale | + 36"      |
| 9. | Yannis Voisard   | Tudor Pro Cycling Team     | + 36"      |
| 10. | Damiano Caruso   | Bahrain Victorious         | + 36"      |

### 4:e etappen
| Saillon - Leysin | Bergsetapp | (151,7 km) |

| \| Placeringar i etappen \| Placeringar i etappen \| Placeringar i etappen \| Placeringar i etappen \| Placeringar i etappen \| \| Cyklist \| Cyklist \| Lag \| Tid \| \| \| --------------------- \| --------------------- \| --------------------- \| --------------------- \| --------------------- \| \| 1. \| Richard Carapaz \| EF Education-EasyPost \| 4t 06' 03" \| \| \| 2. \| Florian Lipowitz \| Bora-Hansgrohe \| + 0" \| \| \| 3. \| Carlos Rodríguez \| Ineos Grenadiers \| + 10" \| \| \| 4. \| Enric Mas \| Movistar Team \| + 14" \| \| \| 5. \| Aleksandr Vlasov \| Bora-Hansgrohe \| + 14" \| \| \| 6. \| Egan Bernal \| Ineos Grenadiers \| + 27" \| \| \| 7. \| Ilan Van Wilder \| Soudal Quick-Step \| + 31" \| \| \| 8. \| Tao Geoghegan Hart \| Lidl-Trek \| + 40" \| \| \| 9. \| David Gaudu \| Groupama-FDJ \| + 41" \| \| \| 10. \| Cristián Rodríguez \| Arkéa-B&B Hotels \| + 44" \| \| |                    |                       |            |
| |                    |                       |            |
| Källa: ProCyclingStats |                    |                       |            |
| Placeringar i etappen |                    |                       |            |
| Cyklist | Cyklist            | Lag                   | Tid        |
| 1. | Richard Carapaz    | EF Education-EasyPost | 4t 06' 03" |
| 2. | Florian Lipowitz   | Bora-Hansgrohe        | + 0"       |
| 3. | Carlos Rodríguez   | Ineos Grenadiers      | + 10"      |
| 4. | Enric Mas          | Movistar Team         | + 14"      |
| 5. | Aleksandr Vlasov   | Bora-Hansgrohe        | + 14"      |
| 6. | Egan Bernal        | Ineos Grenadiers      | + 27"      |
| 7. | Ilan Van Wilder    | Soudal Quick-Step     | + 31"      |
| 8. | Tao Geoghegan Hart | Lidl-Trek             | + 40"      |
| 9. | David Gaudu        | Groupama-FDJ          | + 41"      |
| 10. | Cristián Rodríguez | Arkéa-B&B Hotels      | + 44"      |

| \| Totaltävlingen \| Totaltävlingen \| Totaltävlingen \| Totaltävlingen \| Totaltävlingen \| \| Cyklist \| Cyklist \| Lag \| Tid \| \| \| -------------- \| ------------------ \| --------------------- \| -------------- \| -------------- \| \| 1. \| Carlos Rodríguez \| Ineos Grenadiers \| 12t 22' 46" \| \| \| 2. \| Aleksandr Vlasov \| Bora-Hansgrohe \| + 7" \| \| \| 3. \| Florian Lipowitz \| Bora-Hansgrohe \| + 9" \| \| \| 4. \| Ilan Van Wilder \| Soudal Quick-Step \| + 21" \| \| \| 5. \| Juan Ayuso \| UAE Team Emirates \| + 27" \| \| \| 6. \| Enric Mas \| Movistar Team \| + 38" \| \| \| 7. \| Richard Carapaz \| EF Education-EasyPost \| + 49" \| \| \| 8. \| Lenny Martinez \| Groupama-FDJ \| + 52" \| \| \| 9. \| Tao Geoghegan Hart \| Lidl-Trek \| + 1' 02" \| \| \| 10. \| Egan Bernal \| Ineos Grenadiers \| + 1' 23" \| \| |                    |                       |             |
| |                    |                       |             |
| Källa: ProCyclingStats |                    |                       |             |
| Totaltävlingen |                    |                       |             |
| Cyklist | Cyklist            | Lag                   | Tid         |
| 1. | Carlos Rodríguez   | Ineos Grenadiers      | 12t 22' 46" |
| 2. | Aleksandr Vlasov   | Bora-Hansgrohe        | + 7"        |
| 3. | Florian Lipowitz   | Bora-Hansgrohe        | + 9"        |
| 4. | Ilan Van Wilder    | Soudal Quick-Step     | + 21"       |
| 5. | Juan Ayuso         | UAE Team Emirates     | + 27"       |
| 6. | Enric Mas          | Movistar Team         | + 38"       |
| 7. | Richard Carapaz    | EF Education-EasyPost | + 49"       |
| 8. | Lenny Martinez     | Groupama-FDJ          | + 52"       |
| 9. | Tao Geoghegan Hart | Lidl-Trek             | + 1' 02"    |
| 10. | Egan Bernal        | Ineos Grenadiers      | + 1' 23"    |

### 5:e etappen
| Vernier - Vernier |  | (150,8 km) |

| \| Placeringar i etappen \| Placeringar i etappen \| Placeringar i etappen \| Placeringar i etappen \| Placeringar i etappen \| \| Cyklist \| Cyklist \| Lag \| Tid \| \| \| --------------------- \| --------------------- \| -------------------------- \| --------------------- \| --------------------- \| \| 1. \| Dorian Godon \| Decathlon-AG2R La Mondiale \| 3t 22' 00" \| \| \| 2. \| Simone Consonni \| Lidl-Trek \| + 0" \| \| \| 3. \| Dion Smith \| Intermarché-Wanty \| + 0" \| \| \| 4. \| Tim van Dijke \| Team Visma \\| Lease a Bike \| + 0" \| \| \| 5. \| Alex Aranburu \| Movistar Team \| + 0" \| \| \| 6. \| Thibau Nys \| Lidl-Trek \| + 0" \| \| \| 7. \| Clément Venturini \| Arkéa-B&B Hotels \| + 0" \| \| \| 8. \| Milan Menten \| Lotto Dstny \| + 0" \| \| \| 9. \| Thibaud Gruel \| Groupama-FDJ \| + 0" \| \| \| 10. \| Gianni Vermeersch \| Alpecin-Deceuninck \| + 0" \| \| |                   |                            |            |
| |                   |                            |            |
| Källa: ProCyclingStats |                   |                            |            |
| Placeringar i etappen |                   |                            |            |
| Cyklist | Cyklist           | Lag                        | Tid        |
| 1. | Dorian Godon      | Decathlon-AG2R La Mondiale | 3t 22' 00" |
| 2. | Simone Consonni   | Lidl-Trek                  | + 0"       |
| 3. | Dion Smith        | Intermarché-Wanty          | + 0"       |
| 4. | Tim van Dijke     | Team Visma \| Lease a Bike | + 0"       |
| 5. | Alex Aranburu     | Movistar Team              | + 0"       |
| 6. | Thibau Nys        | Lidl-Trek                  | + 0"       |
| 7. | Clément Venturini | Arkéa-B&B Hotels           | + 0"       |
| 8. | Milan Menten      | Lotto Dstny                | + 0"       |
| 9. | Thibaud Gruel     | Groupama-FDJ               | + 0"       |
| 10. | Gianni Vermeersch | Alpecin-Deceuninck         | + 0"       |

## Resultat

### Sammanlagt
| \| Totaltävlingen \| Totaltävlingen \| Totaltävlingen \| Totaltävlingen \| Totaltävlingen \| \| Cyklist \| Cyklist \| Lag \| Tid \| \| \| -------------- \| ------------------ \| --------------------- \| -------------- \| -------------- \| \| 1. \| Carlos Rodríguez \| Ineos Grenadiers \| 15t 44' 46" \| \| \| 2. \| Aleksandr Vlasov \| Bora-Hansgrohe \| + 7" \| \| \| 3. \| Florian Lipowitz \| Bora-Hansgrohe \| + 9" \| \| \| 4. \| Ilan Van Wilder \| Soudal Quick-Step \| + 21" \| \| \| 5. \| Juan Ayuso \| UAE Team Emirates \| + 27" \| \| \| 6. \| Enric Mas \| Movistar Team \| + 38" \| \| \| 7. \| Richard Carapaz \| EF Education-EasyPost \| + 49" \| \| \| 8. \| Lenny Martinez \| Groupama-FDJ \| + 52" \| \| \| 9. \| Tao Geoghegan Hart \| Lidl-Trek \| + 1' 02" \| \| \| 10. \| Egan Bernal \| Ineos Grenadiers \| + 1' 23" \| \| |                    |                       |             |
| |                    |                       |             |
| Källa: ProCyclingStats |                    |                       |             |
| Totaltävlingen |                    |                       |             |
| Cyklist | Cyklist            | Lag                   | Tid         |
| 1. | Carlos Rodríguez   | Ineos Grenadiers      | 15t 44' 46" |
| 2. | Aleksandr Vlasov   | Bora-Hansgrohe        | + 7"        |
| 3. | Florian Lipowitz   | Bora-Hansgrohe        | + 9"        |
| 4. | Ilan Van Wilder    | Soudal Quick-Step     | + 21"       |
| 5. | Juan Ayuso         | UAE Team Emirates     | + 27"       |
| 6. | Enric Mas          | Movistar Team         | + 38"       |
| 7. | Richard Carapaz    | EF Education-EasyPost | + 49"       |
| 8. | Lenny Martinez     | Groupama-FDJ          | + 52"       |
| 9. | Tao Geoghegan Hart | Lidl-Trek             | + 1' 02"    |
| 10. | Egan Bernal        | Ineos Grenadiers      | + 1' 23"    |

### Övriga tävlingar
| Poängtävlingen | Poängtävlingen    | Poängtävlingen             | Poängtävlingen | Poängtävlingen |
| Cyklist        | Cyklist           | Lag                        | Poäng          |                |
| -------------- | ----------------- | -------------------------- | -------------- | -------------- |
| 1.             | Dorian Godon      | Decathlon-AG2R La Mondiale | 119 poäng      |                |
| 2.             | Andrea Vendrame   | Decathlon-AG2R La Mondiale | 111 poäng      |                |
| 3.             | Thibau Nys        | Lidl-Trek                  | 74 poäng       |                |
| 4.             | Florian Lipowitz  | Bora-Hansgrohe             | 43 poäng       |                |
| 5.             | Aleksandr Vlasov  | Bora-Hansgrohe             | 42 poäng       |                |
| 6.             | Juan Ayuso        | UAE Team Emirates          | 41 poäng       |                |
| 7.             | Gianni Vermeersch | Alpecin-Deceuninck         | 40 poäng       |                |
| 8.             | Carlos Rodríguez  | Ineos Grenadiers           | 39 poäng       |                |
| 9.             | Alex Aranburu     | Movistar Team              | 37 poäng       |                |
| 10.            | Ilan Van Wilder   | Soudal Quick-Step          | 35 poäng       |                |

| Poängtävlingen | Poängtävlingen    | Poängtävlingen             | Poängtävlingen | Poängtävlingen |
| Cyklist        | Cyklist           | Lag                        | Poäng          |                |
| -------------- | ----------------- | -------------------------- | -------------- | -------------- |
| 1.             | Dorian Godon      | Decathlon-AG2R La Mondiale | 119 poäng      |                |
| 2.             | Andrea Vendrame   | Decathlon-AG2R La Mondiale | 111 poäng      |                |
| 3.             | Thibau Nys        | Lidl-Trek                  | 74 poäng       |                |
| 4.             | Florian Lipowitz  | Bora-Hansgrohe             | 43 poäng       |                |
| 5.             | Aleksandr Vlasov  | Bora-Hansgrohe             | 42 poäng       |                |
| 6.             | Juan Ayuso        | UAE Team Emirates          | 41 poäng       |                |
| 7.             | Gianni Vermeersch | Alpecin-Deceuninck         | 40 poäng       |                |
| 8.             | Carlos Rodríguez  | Ineos Grenadiers           | 39 poäng       |                |
| 9.             | Alex Aranburu     | Movistar Team              | 37 poäng       |                |
| 10.            | Ilan Van Wilder   | Soudal Quick-Step          | 35 poäng       |                |

| Bergstävlingen | Bergstävlingen     | Bergstävlingen             | Bergstävlingen | Bergstävlingen |
| Cyklist        | Cyklist            | Lag                        | Poäng          |                |
| -------------- | ------------------ | -------------------------- | -------------- | -------------- |
| 1.             | Juri Hollmann      | Alpecin-Deceuninck         | 35 poäng       |                |
| 2.             | Bart Lemmen        | Team Visma \| Lease a Bike | 24 poäng       |                |
| 3.             | Fausto Masnada     | Soudal Quick-Step          | 23 poäng       |                |
| 4.             | Nelson Oliveira    | Movistar Team              | 18 poäng       |                |
| 5.             | Andrea Vendrame    | Decathlon-AG2R La Mondiale | 16 poäng       |                |
| 6.             | Raúl García Pierna | Arkéa-B&B Hotels           | 16 poäng       |                |
| 7.             | Richard Carapaz    | EF Education-EasyPost      | 15 poäng       |                |
| 8.             | Clément Berthet    | Decathlon-AG2R La Mondiale | 15 poäng       |                |
| 9.             | Carlos Rodríguez   | Ineos Grenadiers           | 10 poäng       |                |
| 10.            | Rémi Cavagna       | Movistar Team              | 9 poäng        |                |

| Bergstävlingen | Bergstävlingen     | Bergstävlingen             | Bergstävlingen | Bergstävlingen |
| Cyklist        | Cyklist            | Lag                        | Poäng          |                |
| -------------- | ------------------ | -------------------------- | -------------- | -------------- |
| 1.             | Juri Hollmann      | Alpecin-Deceuninck         | 35 poäng       |                |
| 2.             | Bart Lemmen        | Team Visma \| Lease a Bike | 24 poäng       |                |
| 3.             | Fausto Masnada     | Soudal Quick-Step          | 23 poäng       |                |
| 4.             | Nelson Oliveira    | Movistar Team              | 18 poäng       |                |
| 5.             | Andrea Vendrame    | Decathlon-AG2R La Mondiale | 16 poäng       |                |
| 6.             | Raúl García Pierna | Arkéa-B&B Hotels           | 16 poäng       |                |
| 7.             | Richard Carapaz    | EF Education-EasyPost      | 15 poäng       |                |
| 8.             | Clément Berthet    | Decathlon-AG2R La Mondiale | 15 poäng       |                |
| 9.             | Carlos Rodríguez   | Ineos Grenadiers           | 10 poäng       |                |
| 10.            | Rémi Cavagna       | Movistar Team              | 9 poäng        |                |

| Ungdomstävlingen | Ungdomstävlingen       | Ungdomstävlingen           | Ungdomstävlingen | Ungdomstävlingen |
| Cyklist          | Cyklist                | Lag                        | Tid              |                  |
| ---------------- | ---------------------- | -------------------------- | ---------------- | ---------------- |
| 1.               | Carlos Rodríguez       | Ineos Grenadiers           | 15t 44' 46"      |                  |
| 2.               | Florian Lipowitz       | Bora-Hansgrohe             | + 9"             |                  |
| 3.               | Ilan Van Wilder        | Soudal Quick-Step          | + 21"            |                  |
| 4.               | Juan Ayuso             | UAE Team Emirates          | + 27"            |                  |
| 5.               | Lenny Martinez         | Groupama-FDJ               | + 52"            |                  |
| 6.               | Johannes Staune-Mittet | Team Visma \| Lease a Bike | + 3' 43"         |                  |
| 7.               | Darren Rafferty        | EF Education-EasyPost      | + 3' 59"         |                  |
| 8.               | Jan Christen           | UAE Team Emirates          | + 9' 00"         |                  |
| 9.               | Edoardo Zambanini      | Bahrain Victorious         | + 16' 55"        |                  |
| 10.              | Thibau Nys             | Lidl-Trek                  | + 24' 54"        |                  |

| Ungdomstävlingen | Ungdomstävlingen       | Ungdomstävlingen           | Ungdomstävlingen | Ungdomstävlingen |
| Cyklist          | Cyklist                | Lag                        | Tid              |                  |
| ---------------- | ---------------------- | -------------------------- | ---------------- | ---------------- |
| 1.               | Carlos Rodríguez       | Ineos Grenadiers           | 15t 44' 46"      |                  |
| 2.               | Florian Lipowitz       | Bora-Hansgrohe             | + 9"             |                  |
| 3.               | Ilan Van Wilder        | Soudal Quick-Step          | + 21"            |                  |
| 4.               | Juan Ayuso             | UAE Team Emirates          | + 27"            |                  |
| 5.               | Lenny Martinez         | Groupama-FDJ               | + 52"            |                  |
| 6.               | Johannes Staune-Mittet | Team Visma \| Lease a Bike | + 3' 43"         |                  |
| 7.               | Darren Rafferty        | EF Education-EasyPost      | + 3' 59"         |                  |
| 8.               | Jan Christen           | UAE Team Emirates          | + 9' 00"         |                  |
| 9.               | Edoardo Zambanini      | Bahrain Victorious         | + 16' 55"        |                  |
| 10.              | Thibau Nys             | Lidl-Trek                  | + 24' 54"        |                  |

| Lagtävlingen | Lagtävlingen               | Lagtävlingen | Lagtävlingen |
| Lag          | Lag                        | Tid          |              |
| ------------ | -------------------------- | ------------ | ------------ |
| 1.           | UAE Team Emirates          | 47t 16' 20"  |              |
| 2.           | Bora-Hansgrohe             | + 45"        |              |
| 3.           | Ineos Grenadiers           | + 1' 51"     |              |
| 4.           | Q36.5 Pro Cycling Team     | + 10' 33"    |              |
| 5.           | Groupama-FDJ               | + 12' 11"    |              |
| 6.           | Lidl-Trek                  | + 15' 57"    |              |
| 7.           | Movistar Team              | + 16' 32"    |              |
| 8.           | Team Jayco AlUla           | + 18' 17"    |              |
| 9.           | EF Education-EasyPost      | + 19' 23"    |              |
| 10.          | Team Visma \| Lease a Bike | + 22' 16"    |              |

| Lagtävlingen | Lagtävlingen               | Lagtävlingen | Lagtävlingen |
| Lag          | Lag                        | Tid          |              |
| ------------ | -------------------------- | ------------ | ------------ |
| 1.           | UAE Team Emirates          | 47t 16' 20"  |              |
| 2.           | Bora-Hansgrohe             | + 45"        |              |
| 3.           | Ineos Grenadiers           | + 1' 51"     |              |
| 4.           | Q36.5 Pro Cycling Team     | + 10' 33"    |              |
| 5.           | Groupama-FDJ               | + 12' 11"    |              |
| 6.           | Lidl-Trek                  | + 15' 57"    |              |
| 7.           | Movistar Team              | + 16' 32"    |              |
| 8.           | Team Jayco AlUla           | + 18' 17"    |              |
| 9.           | EF Education-EasyPost      | + 19' 23"    |              |
| 10.          | Team Visma \| Lease a Bike | + 22' 16"    |              |

## Startlista
| UAE Team Emirates UAD | UAE Team Emirates UAD             | UAE Team Emirates UAD |
| --------------------- | --------------------------------- | --------------------- |
| #                     | Cyklist                           | Placering             |
| 1                     | Adam Yates (GBR)                  | 13.                   |
| 2                     | Ivo Oliveira (POR)                | 114.                  |
| 3                     | Juan Ayuso (ESP)                  | 5.                    |
| 4                     | Jan Christen (SUI)                | 31.                   |
| 5                     | Felix Großschartner (AUT)         | 62.                   |
| 6                     | Brandon McNulty (USA) (tempolopp) | DNF-5                 |
| 7                     | Pavel Sivakov (FRA)               | 18.                   |

| Team Visma \| Lease a Bike TVL | Team Visma \| Lease a Bike TVL | Team Visma \| Lease a Bike TVL |
| ------------------------------ | ------------------------------ | ------------------------------ |
| #                              | Cyklist                        | Placering                      |
| 11                             | Jan Tratnik (SLO)              | 32.                            |
| 12                             | Koen Bouwman (NED)             | DNS-5                          |
| 13                             | Robert Gesink (NED)            | 39.                            |
| 14                             | Bart Lemmen (NED)              | 64.                            |
| 15                             | Johannes Staune-Mittet (NOR)   | 20.                            |
| 16                             | Tim van Dijke (NED)            | 72.                            |
| 17                             | Julien Vermote (BEL)           | 81.                            |

| Soudal Quick-Step SOQ | Soudal Quick-Step SOQ            | Soudal Quick-Step SOQ |
| --------------------- | -------------------------------- | --------------------- |
| #                     | Cyklist                          | Placering             |
| 21                    | Julian Alaphilippe (FRA)         | 33.                   |
| 22                    | Kasper Asgreen (DEN) (tempolopp) | 74.                   |
| 23                    | Mattia Cattaneo (ITA)            | DNF-1                 |
| 24                    | Josef Černý (CZE)                | 111.                  |
| 25                    | Fausto Masnada (ITA)             | 42.                   |
| 26                    | Pepijn Reinderink (NED)          | 70.                   |
| 27                    | Ilan Van Wilder (BEL)            | 4.                    |

| Alpecin-Deceuninck ADC | Alpecin-Deceuninck ADC  | Alpecin-Deceuninck ADC |
| ---------------------- | ----------------------- | ---------------------- |
| #                      | Cyklist                 | Placering              |
| 31                     | Gianni Vermeersch (BEL) | 58.                    |
| 32                     | Juri Hollmann (GER)     | 65.                    |
| 33                     | Senne Leysen (BEL)      | DNF-5                  |
| 34                     | Xandro Meurisse (BEL)   | DNF-4                  |
| 35                     | Oscar Riesebeek (NED)   | 113.                   |
| 36                     | Stan Van Tricht (BEL)   | DNF-4                  |
| 37                     | Luca Vergallito (ITA)   | 26.                    |

| Lidl-Trek LTK | Lidl-Trek LTK            | Lidl-Trek LTK |
| ------------- | ------------------------ | ------------- |
| #             | Cyklist                  | Placering     |
| 41            | Tao Geoghegan Hart (GBR) | 9.            |
| 42            | Giulio Ciccone (ITA)     | 35.           |
| 43            | Simone Consonni (ITA)    | 93.           |
| 44            | Patrick Konrad (AUT)     | 30.           |
| 45            | Jacopo Mosca (ITA)       | 109.          |
| 46            | Thibau Nys (BEL)         | 48.           |
| 47            | Sam Oomen (NED)          | 43.           |

| Bora-Hansgrohe BOH | Bora-Hansgrohe BOH     | Bora-Hansgrohe BOH |
| ------------------ | ---------------------- | ------------------ |
| #                  | Cyklist                | Placering          |
| 51                 | Aleksandr Vlasov       | 2.                 |
| 52                 | Roger Adrià (ESP)      | 38.                |
| 53                 | Patrick Gamper (AUT)   | DNS-4              |
| 54                 | Sergio Higuita (COL)   | 82.                |
| 55                 | Jai Hindley (AUS)      | 28.                |
| 56                 | Florian Lipowitz (GER) | 3.                 |
| 57                 | Anton Palzer (GER)     | 44.                |

| Team Jayco AlUla JAY | Team Jayco AlUla JAY          | Team Jayco AlUla JAY |
| -------------------- | ----------------------------- | -------------------- |
| #                    | Cyklist                       | Placering            |
| 61                   | Simon Yates (GBR)             | 11.                  |
| 62                   | Edward Dunbar (IRL)           | DNS-5                |
| 63                   | Michael Hepburn (AUS)         | 104.                 |
| 64                   | Christopher Juul-Jensen (DEN) | 61.                  |
| 65                   | Jesús David Peña (COL)        | DNF-5                |
| 66                   | Luke Plapp (AUS)              | DNF-5                |
| 67                   | Callum Scotson (AUS)          | 50.                  |

| Bahrain Victorious TBV | Bahrain Victorious TBV      | Bahrain Victorious TBV |
| ---------------------- | --------------------------- | ---------------------- |
| #                      | Cyklist                     | Placering              |
| 71                     | Damiano Caruso (ITA)        | DNS-5                  |
| 72                     | Nikias Arndt (GER)          | 119.                   |
| 73                     | Matevž Govekar (SLO)        | 90.                    |
| 74                     | Rainer Kepplinger (AUT)     | 63.                    |
| 75                     | Johan Price-Pejtersen (DEN) | 118.                   |
| 76                     | Cameron Scott (AUS)         | 126.                   |
| 77                     | Edoardo Zambanini (ITA)     | 37.                    |

| Ineos Grenadiers IGD | Ineos Grenadiers IGD                   | Ineos Grenadiers IGD |
| -------------------- | -------------------------------------- | -------------------- |
| #                    | Cyklist                                | Placering            |
| 81                   | Egan Bernal (COL)                      | 10.                  |
| 82                   | Thymen Arensman (NED)                  | 27.                  |
| 83                   | Jonathan Castroviejo (ESP) (tempolopp) | 71.                  |
| 84                   | Ethan Hayter (GBR)                     | 73.                  |
| 85                   | Carlos Rodríguez (ESP)                 | 1.                   |
| 86                   | Óscar Rodríguez (ESP)                  | 97.                  |
| 87                   | Magnus Sheffield (USA)                 | 55.                  |

| Groupama-FDJ GFC | Groupama-FDJ GFC      | Groupama-FDJ GFC |
| ---------------- | --------------------- | ---------------- |
| #                | Cyklist               | Placering        |
| 91               | Cyril Barthe (FRA)    | DNS-5            |
| 92               | David Gaudu (FRA)     | 14.              |
| 93               | Thibaud Gruel (FRA)   | 67.              |
| 94               | Lenny Martinez (FRA)  | 8.               |
| 95               | Rudy Molard (FRA)     | 36.              |
| 96               | Enzo Paleni (FRA)     | 56.              |
| 97               | Reuben Thompson (NZL) | 99.              |

| Decathlon-AG2R La Mondiale DAT | Decathlon-AG2R La Mondiale DAT | Decathlon-AG2R La Mondiale DAT |
| ------------------------------ | ------------------------------ | ------------------------------ |
| #                              | Cyklist                        | Placering                      |
| 101                            | Clément Berthet (FRA)          | 25.                            |
| 102                            | Bruno Armirail (FRA)           | 53.                            |
| 103                            | Dorian Godon (FRA)             | 60.                            |
| 104                            | Jaakko Hänninen (FIN)          | 66.                            |
| 105                            | Jordan Labrosse (FRA)          | DNF-4                          |
| 106                            | Nicolas Prodhomme (FRA)        | 22.                            |
| 107                            | Andrea Vendrame (ITA)          | 49.                            |

| Arkéa-B&B Hotels ARK | Arkéa-B&B Hotels ARK     | Arkéa-B&B Hotels ARK |
| -------------------- | ------------------------ | -------------------- |
| #                    | Cyklist                  | Placering            |
| 111                  | Cristián Rodríguez (ESP) | 12.                  |
| 112                  | Raúl García Pierna (ESP) | 52.                  |
| 113                  | Thibault Guernalec (FRA) | 101.                 |
| 114                  | Laurens Huys (BEL)       | 47.                  |
| 115                  | Łukasz Owsian (POL)      | 105.                 |
| 116                  | Alan Riou (FRA)          | DNS-3                |
| 117                  | Clément Venturini (FRA)  | 75.                  |

| Cofidis COF | Cofidis COF            | Cofidis COF |
| ----------- | ---------------------- | ----------- |
| #           | Cyklist                | Placering   |
| 121         | Guillaume Martin (FRA) | 17.         |
| 122         | Jesús Herrada (ESP)    | 69.         |
| 123         | Nolann Mahoudo (FRA)   | DNF-5       |
| 124         | Axel Mariault (FRA)    | 106.        |
| 125         | Stefano Oldani (ITA)   | 117.        |
| 126         | Benjamin Thomas (FRA)  | 79.         |
| 127         | Hugo Toumire (FRA)     | 102.        |

| Movistar Team MOV | Movistar Team MOV              | Movistar Team MOV |
| ----------------- | ------------------------------ | ----------------- |
| #                 | Cyklist                        | Placering         |
| 131               | Enric Mas (ESP)                | 6.                |
| 132               | Alex Aranburu (ESP)            | 51.               |
| 133               | Jorge Arcas (ESP)              | 80.               |
| 134               | Rémi Cavagna (FRA) (tempolopp) | 94.               |
| 135               | Johan Jacobs (SUI)             | 108.              |
| 136               | Nelson Oliveira (POR)          | 45.               |
| 137               | Iván Sosa (COL)                | 24.               |

| EF Education-EasyPost EFE | EF Education-EasyPost EFE        | EF Education-EasyPost EFE |
| ------------------------- | -------------------------------- | ------------------------- |
| #                         | Cyklist                          | Placering                 |
| 141                       | Richard Carapaz (ECU) (landsväg) | 7.                        |
| 142                       | Andrey Amador (CRC)              | DNF-2                     |
| 143                       | Stefan de Bod (RSA)              | 95.                       |
| 144                       | Darren Rafferty (IRL)            | 23.                       |
| 145                       | James Shaw (GBR)                 | 107.                      |
| 146                       | Rigoberto Urán (COL)             | 41.                       |
| 147                       | Michael Valgren (DEN)            | 91.                       |

| Team dsm-firmenich PostNL DFP | Team dsm-firmenich PostNL DFP  | Team dsm-firmenich PostNL DFP |
| ----------------------------- | ------------------------------ | ----------------------------- |
| #                             | Cyklist                        | Placering                     |
| 151                           | Gijs Leemreize (NED)           | DNS-5                         |
| 152                           | Pavel Bittner (CZE)            | DNS-5                         |
| 153                           | Patrick Eddy (AUS)             | 116.                          |
| 154                           | Sean Flynn (GBR)               | DNF-5                         |
| 155                           | Emīls Liepiņš (LAT) (landsväg) | DNS-5                         |
| 156                           | Niklas Märkl (GER)             | DNS-5                         |
| 157                           | Tim Naberman (NED)             | 122.                          |

| Astana Qazaqstan Team AST | Astana Qazaqstan Team AST                      | Astana Qazaqstan Team AST |
| ------------------------- | ---------------------------------------------- | ------------------------- |
| #                         | Cyklist                                        | Placering                 |
| 161                       | Alexej Lutsenko (KAZ) (landsväg och tempolopp) | DNF-1                     |
| 162                       | Igor Chzhan (KAZ)                              | DNF-1                     |
| 163                       | Anton Kuzmin (KAZ)                             | 98.                       |
| 164                       | Daniil Marukhin (KAZ)                          | DNF-4                     |
| 165                       | Henok Mulubrhan (ERI) (landsväg)               | 46.                       |
| 166                       | Harold Tejada (COL)                            | 34.                       |
| 167                       | Santiago Umba (COL)                            | DNS-2                     |

| Intermarché-Wanty IWA | Intermarché-Wanty IWA                | Intermarché-Wanty IWA |
| --------------------- | ------------------------------------ | --------------------- |
| #                     | Cyklist                              | Placering             |
| 171                   | Louis Meintjes (RSA)                 | 29.                   |
| 172                   | Alexy Faure Prost (FRA)              | 120.                  |
| 173                   | Kobe Goossens (BEL)                  | 59.                   |
| 174                   | Rune Herregodts (BEL)                | DNF-4                 |
| 175                   | Tom Paquot (BEL)                     | 115.                  |
| 176                   | Dion Smith (NZL)                     | 88.                   |
| 177                   | Roel Daan van Sintmaartensdijk (NED) | 92.                   |

| Lotto Dstny LTD | Lotto Dstny LTD         | Lotto Dstny LTD |
| --------------- | ----------------------- | --------------- |
| #               | Cyklist                 | Placering       |
| 181             | Andreas Kron (DEN)      | 54.             |
| 182             | Thomas De Gendt (BEL)   | DNF-5           |
| 183             | Jarrad Drizners (AUS)   | 96.             |
| 184             | Milan Menten (BEL)      | 83.             |
| 185             | Sylvain Moniquet (BEL)  | DNS-4           |
| 186             | Eduardo Sepúlveda (ARG) | 87.             |
| 187             | Harm Vanhoucke (BEL)    | 16.             |

| Tudor Pro Cycling Team TUD | Tudor Pro Cycling Team TUD  | Tudor Pro Cycling Team TUD |
| -------------------------- | --------------------------- | -------------------------- |
| #                          | Cyklist                     | Placering                  |
| 191                        | Yannis Voisard (SUI)        | 21.                        |
| 192                        | Marco Brenner (GER)         | 77.                        |
| 193                        | Alberto Dainese (ITA)       | 112.                       |
| 194                        | Arthur Kluckers (LUX)       | 121.                       |
| 195                        | Sébastien Reichenbach (SUI) | 57.                        |
| 196                        | Luc Wirtgen (LUX)           | 76.                        |
| 197                        | Maikel Zijlaard (NED)       | DNF-2                      |

| Q36.5 Pro Cycling Team Q36 | Q36.5 Pro Cycling Team Q36 | Q36.5 Pro Cycling Team Q36 |
| -------------------------- | -------------------------- | -------------------------- |
| #                          | Cyklist                    | Placering                  |
| 201                        | Damien Howson (AUS)        | 19.                        |
| 202                        | Xabier Azparren (ESP)      | DNF-3                      |
| 203                        | Matteo Badilatti (SUI)     | 40.                        |
| 204                        | Fabio Christen (SUI)       | 84.                        |
| 205                        | David de la Cruz (ESP)     | 15.                        |
| 206                        | Matteo Moschetti (ITA)     | 125.                       |
| 207                        | Joey Rosskopf (USA)        | 100.                       |

| Team Corratec-Vini Fantini COR | Team Corratec-Vini Fantini COR | Team Corratec-Vini Fantini COR |
| ------------------------------ | ------------------------------ | ------------------------------ |
| #                              | Cyklist                        | Placering                      |
| 211                            | Valentin Darbellay (SUI)       | 68.                            |
| 212                            | Matteo Amella (ITA)            | DNF-5                          |
| 213                            | Davide Baldaccini (ITA)        | 124.                           |
| 214                            | Antoine Debons (SUI)           | DNF-5                          |
| 215                            | Marco Murgano (ITA)            | DNF-2                          |
| 216                            | Jan Stöckli (SUI)              | DNS-1                          |
| 217                            | Kyrylo Tsarenko (UKR)          | 103.                           |

| Schweiz SUI | Schweiz SUI      | Schweiz SUI |
| ----------- | ---------------- | ----------- |
| #           | Cyklist          | Placering   |
| 221         | Alexandre Balmer | 86.         |
| 222         | Antoine Aebi     | 85.         |
| 223         | Matteo Constant  | DNS-2       |
| 224         | Luca Jenni       | 89.         |
| 225         | Jan Sommer       | 78.         |
| 226         | Lars Sommer      | 110.        |
| 227         | Félix Stehli     | 123.        |

| UAE Team Emirates UAD | UAE Team Emirates UAD             | UAE Team Emirates UAD |
| --------------------- | --------------------------------- | --------------------- |
| #                     | Cyklist                           | Placering             |
| 1                     | Adam Yates (GBR)                  | 13.                   |
| 2                     | Ivo Oliveira (POR)                | 114.                  |
| 3                     | Juan Ayuso (ESP)                  | 5.                    |
| 4                     | Jan Christen (SUI)                | 31.                   |
| 5                     | Felix Großschartner (AUT)         | 62.                   |
| 6                     | Brandon McNulty (USA) (tempolopp) | DNF-5                 |
| 7                     | Pavel Sivakov (FRA)               | 18.                   |

| Team Visma \| Lease a Bike TVL | Team Visma \| Lease a Bike TVL | Team Visma \| Lease a Bike TVL |
| ------------------------------ | ------------------------------ | ------------------------------ |
| #                              | Cyklist                        | Placering                      |
| 11                             | Jan Tratnik (SLO)              | 32.                            |
| 12                             | Koen Bouwman (NED)             | DNS-5                          |
| 13                             | Robert Gesink (NED)            | 39.                            |
| 14                             | Bart Lemmen (NED)              | 64.                            |
| 15                             | Johannes Staune-Mittet (NOR)   | 20.                            |
| 16                             | Tim van Dijke (NED)            | 72.                            |
| 17                             | Julien Vermote (BEL)           | 81.                            |

| Soudal Quick-Step SOQ | Soudal Quick-Step SOQ            | Soudal Quick-Step SOQ |
| --------------------- | -------------------------------- | --------------------- |
| #                     | Cyklist                          | Placering             |
| 21                    | Julian Alaphilippe (FRA)         | 33.                   |
| 22                    | Kasper Asgreen (DEN) (tempolopp) | 74.                   |
| 23                    | Mattia Cattaneo (ITA)            | DNF-1                 |
| 24                    | Josef Černý (CZE)                | 111.                  |
| 25                    | Fausto Masnada (ITA)             | 42.                   |
| 26                    | Pepijn Reinderink (NED)          | 70.                   |
| 27                    | Ilan Van Wilder (BEL)            | 4.                    |

| Alpecin-Deceuninck ADC | Alpecin-Deceuninck ADC  | Alpecin-Deceuninck ADC |
| ---------------------- | ----------------------- | ---------------------- |
| #                      | Cyklist                 | Placering              |
| 31                     | Gianni Vermeersch (BEL) | 58.                    |
| 32                     | Juri Hollmann (GER)     | 65.                    |
| 33                     | Senne Leysen (BEL)      | DNF-5                  |
| 34                     | Xandro Meurisse (BEL)   | DNF-4                  |
| 35                     | Oscar Riesebeek (NED)   | 113.                   |
| 36                     | Stan Van Tricht (BEL)   | DNF-4                  |
| 37                     | Luca Vergallito (ITA)   | 26.                    |

| Lidl-Trek LTK | Lidl-Trek LTK            | Lidl-Trek LTK |
| ------------- | ------------------------ | ------------- |
| #             | Cyklist                  | Placering     |
| 41            | Tao Geoghegan Hart (GBR) | 9.            |
| 42            | Giulio Ciccone (ITA)     | 35.           |
| 43            | Simone Consonni (ITA)    | 93.           |
| 44            | Patrick Konrad (AUT)     | 30.           |
| 45            | Jacopo Mosca (ITA)       | 109.          |
| 46            | Thibau Nys (BEL)         | 48.           |
| 47            | Sam Oomen (NED)          | 43.           |

| Bora-Hansgrohe BOH | Bora-Hansgrohe BOH     | Bora-Hansgrohe BOH |
| ------------------ | ---------------------- | ------------------ |
| #                  | Cyklist                | Placering          |
| 51                 | Aleksandr Vlasov       | 2.                 |
| 52                 | Roger Adrià (ESP)      | 38.                |
| 53                 | Patrick Gamper (AUT)   | DNS-4              |
| 54                 | Sergio Higuita (COL)   | 82.                |
| 55                 | Jai Hindley (AUS)      | 28.                |
| 56                 | Florian Lipowitz (GER) | 3.                 |
| 57                 | Anton Palzer (GER)     | 44.                |

| Team Jayco AlUla JAY | Team Jayco AlUla JAY          | Team Jayco AlUla JAY |
| -------------------- | ----------------------------- | -------------------- |
| #                    | Cyklist                       | Placering            |
| 61                   | Simon Yates (GBR)             | 11.                  |
| 62                   | Edward Dunbar (IRL)           | DNS-5                |
| 63                   | Michael Hepburn (AUS)         | 104.                 |
| 64                   | Christopher Juul-Jensen (DEN) | 61.                  |
| 65                   | Jesús David Peña (COL)        | DNF-5                |
| 66                   | Luke Plapp (AUS)              | DNF-5                |
| 67                   | Callum Scotson (AUS)          | 50.                  |

| Bahrain Victorious TBV | Bahrain Victorious TBV      | Bahrain Victorious TBV |
| ---------------------- | --------------------------- | ---------------------- |
| #                      | Cyklist                     | Placering              |
| 71                     | Damiano Caruso (ITA)        | DNS-5                  |
| 72                     | Nikias Arndt (GER)          | 119.                   |
| 73                     | Matevž Govekar (SLO)        | 90.                    |
| 74                     | Rainer Kepplinger (AUT)     | 63.                    |
| 75                     | Johan Price-Pejtersen (DEN) | 118.                   |
| 76                     | Cameron Scott (AUS)         | 126.                   |
| 77                     | Edoardo Zambanini (ITA)     | 37.                    |

| Ineos Grenadiers IGD | Ineos Grenadiers IGD                   | Ineos Grenadiers IGD |
| -------------------- | -------------------------------------- | -------------------- |
| #                    | Cyklist                                | Placering            |
| 81                   | Egan Bernal (COL)                      | 10.                  |
| 82                   | Thymen Arensman (NED)                  | 27.                  |
| 83                   | Jonathan Castroviejo (ESP) (tempolopp) | 71.                  |
| 84                   | Ethan Hayter (GBR)                     | 73.                  |
| 85                   | Carlos Rodríguez (ESP)                 | 1.                   |
| 86                   | Óscar Rodríguez (ESP)                  | 97.                  |
| 87                   | Magnus Sheffield (USA)                 | 55.                  |

| Groupama-FDJ GFC | Groupama-FDJ GFC      | Groupama-FDJ GFC |
| ---------------- | --------------------- | ---------------- |
| #                | Cyklist               | Placering        |
| 91               | Cyril Barthe (FRA)    | DNS-5            |
| 92               | David Gaudu (FRA)     | 14.              |
| 93               | Thibaud Gruel (FRA)   | 67.              |
| 94               | Lenny Martinez (FRA)  | 8.               |
| 95               | Rudy Molard (FRA)     | 36.              |
| 96               | Enzo Paleni (FRA)     | 56.              |
| 97               | Reuben Thompson (NZL) | 99.              |

| Decathlon-AG2R La Mondiale DAT | Decathlon-AG2R La Mondiale DAT | Decathlon-AG2R La Mondiale DAT |
| ------------------------------ | ------------------------------ | ------------------------------ |
| #                              | Cyklist                        | Placering                      |
| 101                            | Clément Berthet (FRA)          | 25.                            |
| 102                            | Bruno Armirail (FRA)           | 53.                            |
| 103                            | Dorian Godon (FRA)             | 60.                            |
| 104                            | Jaakko Hänninen (FIN)          | 66.                            |
| 105                            | Jordan Labrosse (FRA)          | DNF-4                          |
| 106                            | Nicolas Prodhomme (FRA)        | 22.                            |
| 107                            | Andrea Vendrame (ITA)          | 49.                            |

| Arkéa-B&B Hotels ARK | Arkéa-B&B Hotels ARK     | Arkéa-B&B Hotels ARK |
| -------------------- | ------------------------ | -------------------- |
| #                    | Cyklist                  | Placering            |
| 111                  | Cristián Rodríguez (ESP) | 12.                  |
| 112                  | Raúl García Pierna (ESP) | 52.                  |
| 113                  | Thibault Guernalec (FRA) | 101.                 |
| 114                  | Laurens Huys (BEL)       | 47.                  |
| 115                  | Łukasz Owsian (POL)      | 105.                 |
| 116                  | Alan Riou (FRA)          | DNS-3                |
| 117                  | Clément Venturini (FRA)  | 75.                  |

| Cofidis COF | Cofidis COF            | Cofidis COF |
| ----------- | ---------------------- | ----------- |
| #           | Cyklist                | Placering   |
| 121         | Guillaume Martin (FRA) | 17.         |
| 122         | Jesús Herrada (ESP)    | 69.         |
| 123         | Nolann Mahoudo (FRA)   | DNF-5       |
| 124         | Axel Mariault (FRA)    | 106.        |
| 125         | Stefano Oldani (ITA)   | 117.        |
| 126         | Benjamin Thomas (FRA)  | 79.         |
| 127         | Hugo Toumire (FRA)     | 102.        |

| Movistar Team MOV | Movistar Team MOV              | Movistar Team MOV |
| ----------------- | ------------------------------ | ----------------- |
| #                 | Cyklist                        | Placering         |
| 131               | Enric Mas (ESP)                | 6.                |
| 132               | Alex Aranburu (ESP)            | 51.               |
| 133               | Jorge Arcas (ESP)              | 80.               |
| 134               | Rémi Cavagna (FRA) (tempolopp) | 94.               |
| 135               | Johan Jacobs (SUI)             | 108.              |
| 136               | Nelson Oliveira (POR)          | 45.               |
| 137               | Iván Sosa (COL)                | 24.               |

| EF Education-EasyPost EFE | EF Education-EasyPost EFE        | EF Education-EasyPost EFE |
| ------------------------- | -------------------------------- | ------------------------- |
| #                         | Cyklist                          | Placering                 |
| 141                       | Richard Carapaz (ECU) (landsväg) | 7.                        |
| 142                       | Andrey Amador (CRC)              | DNF-2                     |
| 143                       | Stefan de Bod (RSA)              | 95.                       |
| 144                       | Darren Rafferty (IRL)            | 23.                       |
| 145                       | James Shaw (GBR)                 | 107.                      |
| 146                       | Rigoberto Urán (COL)             | 41.                       |
| 147                       | Michael Valgren (DEN)            | 91.                       |

| Team dsm-firmenich PostNL DFP | Team dsm-firmenich PostNL DFP  | Team dsm-firmenich PostNL DFP |
| ----------------------------- | ------------------------------ | ----------------------------- |
| #                             | Cyklist                        | Placering                     |
| 151                           | Gijs Leemreize (NED)           | DNS-5                         |
| 152                           | Pavel Bittner (CZE)            | DNS-5                         |
| 153                           | Patrick Eddy (AUS)             | 116.                          |
| 154                           | Sean Flynn (GBR)               | DNF-5                         |
| 155                           | Emīls Liepiņš (LAT) (landsväg) | DNS-5                         |
| 156                           | Niklas Märkl (GER)             | DNS-5                         |
| 157                           | Tim Naberman (NED)             | 122.                          |

| Astana Qazaqstan Team AST | Astana Qazaqstan Team AST                      | Astana Qazaqstan Team AST |
| ------------------------- | ---------------------------------------------- | ------------------------- |
| #                         | Cyklist                                        | Placering                 |
| 161                       | Alexej Lutsenko (KAZ) (landsväg och tempolopp) | DNF-1                     |
| 162                       | Igor Chzhan (KAZ)                              | DNF-1                     |
| 163                       | Anton Kuzmin (KAZ)                             | 98.                       |
| 164                       | Daniil Marukhin (KAZ)                          | DNF-4                     |
| 165                       | Henok Mulubrhan (ERI) (landsväg)               | 46.                       |
| 166                       | Harold Tejada (COL)                            | 34.                       |
| 167                       | Santiago Umba (COL)                            | DNS-2                     |

| Intermarché-Wanty IWA | Intermarché-Wanty IWA                | Intermarché-Wanty IWA |
| --------------------- | ------------------------------------ | --------------------- |
| #                     | Cyklist                              | Placering             |
| 171                   | Louis Meintjes (RSA)                 | 29.                   |
| 172                   | Alexy Faure Prost (FRA)              | 120.                  |
| 173                   | Kobe Goossens (BEL)                  | 59.                   |
| 174                   | Rune Herregodts (BEL)                | DNF-4                 |
| 175                   | Tom Paquot (BEL)                     | 115.                  |
| 176                   | Dion Smith (NZL)                     | 88.                   |
| 177                   | Roel Daan van Sintmaartensdijk (NED) | 92.                   |

| Lotto Dstny LTD | Lotto Dstny LTD         | Lotto Dstny LTD |
| --------------- | ----------------------- | --------------- |
| #               | Cyklist                 | Placering       |
| 181             | Andreas Kron (DEN)      | 54.             |
| 182             | Thomas De Gendt (BEL)   | DNF-5           |
| 183             | Jarrad Drizners (AUS)   | 96.             |
| 184             | Milan Menten (BEL)      | 83.             |
| 185             | Sylvain Moniquet (BEL)  | DNS-4           |
| 186             | Eduardo Sepúlveda (ARG) | 87.             |
| 187             | Harm Vanhoucke (BEL)    | 16.             |

| Tudor Pro Cycling Team TUD | Tudor Pro Cycling Team TUD  | Tudor Pro Cycling Team TUD |
| -------------------------- | --------------------------- | -------------------------- |
| #                          | Cyklist                     | Placering                  |
| 191                        | Yannis Voisard (SUI)        | 21.                        |
| 192                        | Marco Brenner (GER)         | 77.                        |
| 193                        | Alberto Dainese (ITA)       | 112.                       |
| 194                        | Arthur Kluckers (LUX)       | 121.                       |
| 195                        | Sébastien Reichenbach (SUI) | 57.                        |
| 196                        | Luc Wirtgen (LUX)           | 76.                        |
| 197                        | Maikel Zijlaard (NED)       | DNF-2                      |

| Q36.5 Pro Cycling Team Q36 | Q36.5 Pro Cycling Team Q36 | Q36.5 Pro Cycling Team Q36 |
| -------------------------- | -------------------------- | -------------------------- |
| #                          | Cyklist                    | Placering                  |
| 201                        | Damien Howson (AUS)        | 19.                        |
| 202                        | Xabier Azparren (ESP)      | DNF-3                      |
| 203                        | Matteo Badilatti (SUI)     | 40.                        |
| 204                        | Fabio Christen (SUI)       | 84.                        |
| 205                        | David de la Cruz (ESP)     | 15.                        |
| 206                        | Matteo Moschetti (ITA)     | 125.                       |
| 207                        | Joey Rosskopf (USA)        | 100.                       |

| Team Corratec-Vini Fantini COR | Team Corratec-Vini Fantini COR | Team Corratec-Vini Fantini COR |
| ------------------------------ | ------------------------------ | ------------------------------ |
| #                              | Cyklist                        | Placering                      |
| 211                            | Valentin Darbellay (SUI)       | 68.                            |
| 212                            | Matteo Amella (ITA)            | DNF-5                          |
| 213                            | Davide Baldaccini (ITA)        | 124.                           |
| 214                            | Antoine Debons (SUI)           | DNF-5                          |
| 215                            | Marco Murgano (ITA)            | DNF-2                          |
| 216                            | Jan Stöckli (SUI)              | DNS-1                          |
| 217                            | Kyrylo Tsarenko (UKR)          | 103.                           |

| Schweiz SUI | Schweiz SUI      | Schweiz SUI |
| ----------- | ---------------- | ----------- |
| #           | Cyklist          | Placering   |
| 221         | Alexandre Balmer | 86.         |
| 222         | Antoine Aebi     | 85.         |
| 223         | Matteo Constant  | DNS-2       |
| 224         | Luca Jenni       | 89.         |
| 225         | Jan Sommer       | 78.         |
| 226         | Lars Sommer      | 110.        |
| 227         | Félix Stehli     | 123.        |

Förklaringar
DNF = Fullföljde inte, OTL = Utanför tidsgränsen, DNS = Startade inte, DSQ = Diskvalificerad